# Nuit féline
Nuit féline és un curtmetratge francès realitzat per Gérard Marx, segons un guió d'Olivier Assayas estrenat el 1979.

## Repartiment
- Marcel Delmotte
- Philippe du Jannerand

## Estrena
Fou estrenada en la secció Perspectives du cinéma français del 32è Festival Internacional de Cinema de Canes El mateix any fou candidata al César al millor curtmetratge.

## Premis
- 1979 : Premi Jean-Vigo al curtmetratge[2]